# Mount Achala
Mount Achala är ett berg i Antarktis. Det ligger i Sydshetlandsöarna. Argentina, Chile och Storbritannien gör anspråk på området. Toppen på Mount Achala är 680 meter över havet.
Terrängen runt Mount Achala är kuperad åt sydost, men platt åt nordost. Havet är nära Mount Achala västerut. Mount Achala är den högsta punkten i trakten. Trakten är glest befolkad. Närmaste befolkade plats är Gabriel de Castilla Spanish Antarctic Station, 5,6 kilometer söder om Mount Achala. 